# Max Mayfield (Stranger Things)
Maxine «Max» Mayfield es un personaje ficticio que aparece en la serie de televisión de Netflix Stranger Things. Creada por los Hermanos Duffer e interpretada por Sadie Sink, es presentada como una joven alternativa originaria de California, que llega a vivir a Hawkins con su madre y su abusivo hermanastro Billy Hargrove. Allí entabla amistad con el grupo de niños protagonista y se adentra en los misterios del Upside Down.
Apareciendo por primera vez en la segunda temporada, el personaje se ha convertido en un favorito del público y ha recibido elogios de la crítica, principalmente para la cuarta temporada, recibiendo premios y nominaciones.

## Desarrollo
El personaje fue revelado en un casting obtenido por The Hollywood Reporter.  Matt Duffer dijo que hicieron una "amplia búsqueda de una nueva niña que estamos agregando. Ella es un personaje nuevo y genial", probablemente en alusión a Max.  El 14 de octubre de 2016 se anunció oficialmente a Sadie Sink en el papel. 
Para conseguir el papel, Sink le dijo al equipo durante la audición que sabía sobre patinaje y skate; Sink en realidad sabía cómo hacer lo último, pero no lo primero, reflexionando años más tarde, durante una aparición en Jimmy Kimmel Live por qué pensó que mentir la ayudaría a lograr el papel, ya que las dos cosas no eran exactamente iguales como ella pensaba. En otra entrevista con la revista Fashion, Sink reveló que los directores de casting dudaban en elegirla para el papel, alegando que pensaban que era demasiado mayor para el papel. A pesar de que ella sólo tenía 14 años en ese momento. Sink fue persistente, aunque dijo: "Simplemente les rogué y les supliqué que me dieran más material para poder mostrarles algo nuevo", insistiendo en que el papel simplemente le parecía "adecuado". Luego, los productores finalmente le hicieron una prueba de química con los futuros coprotagonistas Gaten Matarazzo y Caleb McLaughlin, lo que permitió obtener el papel. 
Para la cuarta temporada, uno de los elementos clave del personaje es su conexión con la música; los Duffers habían imaginado una canción poderosa y emotiva para Max y le habían encargado a la supervisora musical Nora Felder que determinara qué canción se usaría. Felder se topó con "Running Up That Hill", que los Duffer coincidieron en que encajaba perfectamente tanto con la música en sí como con el tema de tratar con Dios. 

## Biografía del personaje ficticio
Nacida en 1971, paso gran parte de su infancia en San Diego, California. Como se revela en la novela canónica Runaway Max, generó una fuerte relación con su padre pero no tanto como su madre y en sus tiempos libres, aprendió a andar en skate. Para 1984, sus padres se separan y su madre se casó con Neil Hangrove, quien a su vez tenía un hijo llamado Billy, con quien rápidamente generó anticuerpos por su actitud agresiva. Como forma de iniciar una nueva vida, la nueva familia se trasladó al pueblo de Hawkins, Indiana, dejándola resentida por alejarla de su hogar. 

### Segunda temporada
En octubre de 1984, Max ingresa a la secundaria de Hawkins y pasa su tiempo libre jugando en los juegos arcade, más precisamente el juego Dig Dug, alcanzando el récord de puntos usando el alias MADMAX; esto llama la atención del grupo de amigos compuesto por Mike Wheleer, Will Byers y principalmente de Dustin Henderson y Lucas Sinclair, quienes rápidamente la invitan a unirse a ellos, aunque ella los rechaza asustada por sus actitudes. Finalmente se les une a ellos en la noche de Halloween donde es testigo de un susto que pasa Will.
Al día siguiente Lucas empieza a darle detalles de lo que vivieron el año anterior, aunque Max no cree mucho en su historia, quedando más intrigada cuando Dustin le pide ayuda para encontrar a su mascota D’Art, que resulta ser una criatura del Upside Down, una dimensión alternativa que los chicos descubrieron su existencia el año anterior; en ello también observa cómo Will queda poseído por una criatura de esa dimensión. Enojada por como los chicos le ocultan esa información y por cómo Mike la trata al recordarla a Once, una niña con poderes que conocieron en esos eventos, Max trata de alejarse hasta que Lucas le cuenta todo lo que vivieron con Will; aunque otra vez no cree esa historia, Lucas la convence de mostrarle pruebas cuando ayuda a Dustin y al chico popular Steve Harrington a buscar a Dart, observando y descubriendo la existencia de los Demogorgons.
Mientras se une al resto de habitantes, como la madre de Will Joyce y su hermano Jonathan, la hermana de Mike, Nancy y el jefe de policía Hopper, que han reunido pistas sobre la entidad al que llaman Mind Flayer, Max evita que Billy, sospechoso de sus nuevas amistades, le haga daño a sus amigos cuando trata de llevarla de vuelta a casa; tras ello idea y viaja con Dustin, Mike, Steve y Lucas a quemar unos túneles que conectan con el Upside Down, permitiendo derrotar al Mind Flayer.
Hacia final de año, Lucas la invita al baile de invierno de la escuela y después de generar un importante vínculo en esta aventura, comparten un beso, iniciando una relación.

### Tercera temporada
En junio de 1985, continua su relación con Lucas y disfruta de las vacaciones con sus amigos; en esos días la visita Once, quien le pide un consejo cuando siente que Mike le esta mintiendo, poniendo en desconfianza su relación. Max la invita al Starcourt Mall a pasar una tarde juntas, iniciando su amistad. Mientras ambas se quedan a dormir juntas, Max hace un juego con Once de usar sus poderes para espiar a sus conocidos; en ello Once espía a Billy descubriendo que esta teniendo un extraño comportamiento.
Juntas investigan y descubren que Billy esta con Heather, una compañera salvavidas que se ha reportado como desaparecida, sin saber que están poseídos por el Mind Flayer. Ambas llegan a esa conclusión cuando Will les comenta que siente al Mind Flayer todavía vivo después de su último encuentro; aunque Max no cree que Billy esta poseído, junto a los chicos idean un plan para atrapar a Billy en el sauna de la piscina donde trabaja, confirmando que está poseído, aunque Once logra detenerlo cuando los ataca y escapa.
Junto con Nancy y Jonathan, los chicos descubren que Billy es solo uno de los “desollados” que el Mind Flayer ha tomado control para tomar forma en una viscosa criatura monstruo que busca apoderarse de la ciudad. Después de varias escaramuzas con el monstruo, el grupo tiene una pelea final en el Starcourt Mall, donde Max junto a Mike tratan de proteger a Once que ha quedado herida en su pie en una pelea con la criatura haciendo que sus poderes se debiliten, aunque el poseído Billy la deja inconsciente cuando los persigue; al despertar, observa cómo Billy, liberado de su posesión, se sacrifica para proteger al grupo, muriendo en el proceso dejándola devastada.
Para octubre del 85, mientras se despide de Once y los Byers que parten del pueblo, se la observa aún llorando por la muerte de su hermanastro.

### Cuarta temporada
Entre finales de 1985 e inicios de 1986, su madre se separa del padre de Billy y se mudan a una precaria casa-remolque en las afueras de la ciudad; producto del estrés laboral para mantenerla, su madre cae en el alcoholismo, teniendo que cuidarla por las noches. Para marzo de 1986, Max ha ingresado a la secundaria y se ha alejado de sus amigos, incluso de Lucas con quien ha tenido que terminar su relación; además comienza a bajar sus calificaciones y sufrir de trastorno de estrés postraumático aún sin superar la muerte de Billy, lo que la lleva a tener ayuda de la consejera escolar, la Sra. Kelley.
Después de una de sus sesiones, se encuentra en el baño con la capitana del equipo de porristas Chrissy Cunningham, ofreciéndole ayuda al escucharla angustiada, pero ella la rechaza; a la noche la ve llegar a la casa de su vecino, el excéntrico estudiante Eddie Munson y se sorprende cuando minutos después, Eddie abandona asustado la casa. A la mañana siguiente, descubre que Chrissy ha sido encontrada asesinada en la casa y comparte la noticia con Dustin, quien se ha trasformado en amigo cercano de Eddie; cuando Max le habla de que antes de ver la huida de Eddie, vio que la luz parpadeo, sospechan que algo sobrenatural pudo estar involucrado en la muerte y deciden buscar a Eddie para saber lo que sucedió. Trabaja con Dustin, Steve y su amiga Robin Buckley encontrando a Eddie, sumándose Nancy cuando aparece una segunda víctima, su joven compañero reportero Fred Benson. Cuando encuentran a Eddie, le explican la existencia del Upside Down y por las características del ser que Eddie cree que es el asesino, el grupo lo apoda como Vecna. Al intuir las actitudes de ambas víctimas antes de morir, Max propone buscar en los archivos de la consejera escolar; allí descubre que ambos estaban siendo atendidos por la Sra. Kelley y que sufrían los mismos síntomas de su trastorno, siendo poseída por Vecna. Al descubrir que es su siguiente víctima, escribe cartas a todos sus amigos como precaución y mientras leía su carta de Billy en el cementerio, es poseída otra vez por Vecna, sin embargo logra salir del hechizo cuando sus amigos la hacen escuchar su canción favorita “Running Up That Hill”.
Al regresar, dibujar lo que vio en su posesión, un altar donde Vecna tortura a sus víctimas, descubriendo que es la imagen de una casa abandonada donde vivió Victor Creel, un hombre al que ha investigado Nancy que en 1959 fue arrestado por presuntamente asesinar a su esposa e hija y que juramenta que lo hizo un demonio, presuntamente Vecna. Deciden investigar la casa y en el interior, se encuentran con luces parpadeantes, que rastrean hasta los movimientos de Vecna en el Upside Down.
Después de que Steve, Nancy, Robin y Eddie se sumerjan en el Upside Down, Max y la pandilla regresan a la residencia de los Wheeler y se comunican con el grupo. Ellos se dirigen al tráiler de Eddie y los rescatan del Upside Down. Después de que Vecna le muestra a Nancy en su mente sus planes para la destrucción de Hawkins, la pandilla de Hawkins planea matar a Vecna. Al darse cuenta de que puede proporcionar una distracción con el fin de ganar más tiempo para los demás, Max se ofrece como cebo para Vecna. Durante la batalla final, Max, Lucas y su hermana Erica van a la casa Creel, esperando que inicie la posesión de Max para darles a Nancy, Steve y Robin una oportunidad contra Vecna. Cuando Vecna posee a Max, ella se recluye en la seguridad de su recuerdo favorito, el Snow Ball de 1984, donde ella y Lucas bailaron juntos por primera vez, pero esto no funciona por mucho tiempo. Once, enterada desde Nevada de lo que ocurre, entra en la refriega dentro de la mente de Max, pero Vecna la supera y comienza a matar a Max. En el último segundo, Once logra salvar a Max del golpe final de Vecna. Sin embargo, momentos después, Max muere a causa de sus heridas yaciendo en los brazos de Lucas, pero Once es capaz de revivirla, aunque permanece sumida en estado calamitoso. Su breve muerte permite que Vecna logre abrir 4 portales para infiltrarse en el pueblo. Max termina en el hospital, todavía en coma, con Lucas a su lado acompañándola.

## Recepción
Desde su aparición en la segunda temporada, el personaje se ha transformado en una favorida del público y recibió elogios de la crítica principalmente por su actuación y arco de personaje en la cuarta temporada. TVLine le otorgó a Sink una mención de honor el 4 de junio de 2022 por su actuación en el episodio "Chapter Four: Dear Billy", escribiendo: "Sink no solo logró las tareas [de Max tratando de poner cara de valiente ante sus amigos a pesar de ser ansiosa y asustada] sin dejar de mantener la ventaja que su personaje había recibido al inscribirse en la escuela de los golpes duros, también interpretó el monólogo agridulce de Max a su difunto hermanastro con una mezcla de sinceridad y arrepentimiento que casi definía la palabra "desgarrador". 

Su compañera Winona Ryder, quien interpreta a Joyce, elogio su actuación en esa temporada y escribiendo para el Time100 Next, donde Sink fue elegida entre las nuevas figuras importantes, dijo:
“Como actriz, ella sabe que, en última instancia, estamos al servicio de los personajes y la historia, que no todo se trata de ti. Ella también aporta esa centralidad al mundo real. Aquí está el epítome de Sadie: la última temporada de Stranger Things realmente fue la temporada de Max”. 

### Premios y nominaciones
| Año  | Premio                                  | Categoría                                 | Resultado | Ref.   |
| ---- | --------------------------------------- | ----------------------------------------- | --------- | ------ |
| 2022 | Hollywood Critics Association TV Awards | Mejor actriz en serie de streaming, Drama | Ganador   | [ 11 ] |
| 2022 | Premios Saturn                          | Actuación de actor joven (Streaming)      | Nominado  | [ 12 ] |
| 2023 | MTV Movie & TV Awards                   | Mejor actuación en programa               | Nominado  | [ 13 ] |